# Christophe Taeron
Christophe Taeron (Bannalec, 9 gennaio 1919 – Parigi, 26 luglio 1996) è stato un ciclista su strada francese.

## Carriera
Professionista dal 1938 al 1947, partecipò al Tour de France del 1939. Nel 1945 si aggiudicò il secondo posto al Bretagne Classic Ouest-France. nel 1938 ha anche ottenuto un secondo posto alla Boucles de l'Aulne.

## Palmarès

### Strada
- 1946

1ª tappa Tour de l'Ouest
- 1947

tour de Angers

## Piazzamenti

### Grandi Giri
- Tour de France

1939: ritirato